# Pontal do Paraná
Pontal do Paraná là một đô thị thuộc bang Paraná, Brasil. Đô thị này có diện tích 200,551 km², dân số năm 2007 là 17508 người, mật độ 94 người/km².